# Dino Cavalleri
Dino Cavalleri (Verona, 28 agosto 1901 – ...) è stato un calciatore italiano, di ruolo centrocampista.
Fratello maggiore di Eldo, era detto anche Cavalleri I.

## Carriera
A partire dalla stagione 1922-1923 disputa con il Verona sette campionati di massima serie (Prima Divisione e successivamente Divisione Nazionale) per un totale di 124 presenze e 3 reti; con i gialloblù conta anche 12 presenze nei due successivi campionati di Serie B.